# Pantomallus morosus
Pantomallus morosus là một loài bọ cánh cứng trong họ Cerambycidae.